# PRIVATE MOON
『PRIVATE MOON』（プライベート・ ムーン）は、財津和夫の9枚目のオリジナル・アルバム。1999年10月21日にビクターエンタテインメントから発売された。

## 解説
コンセプト・アルバムとして制作されたアルバムで、全体が不思議な世界観で統一され、それに合ったアレンジ、生音っぽさを重視した演奏でまとめている。
財津作によるショート・ストーリーが収載されたブックレットも同封されており、自身のホームページでも「物語性のある詩的世界を追求した会心のコンセプト・アルバム」と紹介されていることから、チューリップやそれまでのソロ活動と少し離れた場所で構想されたアルバム。
1曲目「プロローグ」の対となる「エピローグ」は、本作から2年後に発売された次作『rainbows』に収録されており、同じコンセプトを2作にわたり描いたことが分かる。

## 収録曲
| 全作詞・作曲・編曲: 財津和夫。 |                          |          |            |      |
| #                              | タイトル                 | 作詞     | 作曲・編曲 | 時間 |
| 1.                             | 「プロローグ」           | 財津和夫 | 財津和夫   | 1:01 |
| 2.                             | 「PRIVATE MOON」         | 財津和夫 | 財津和夫   | 3:25 |
| 3.                             | 「夢の鍵」               | 財津和夫 | 財津和夫   | 5:49 |
| 4.                             | 「見えないパラダイス」   | 財津和夫 | 財津和夫   | 3:54 |
| 5.                             | 「ここまでおいで」       | 財津和夫 | 財津和夫   | 3:20 |
| 6.                             | 「バラ色のドア」         | 財津和夫 | 財津和夫   | 3:30 |
| 7.                             | 「あなたをください」     | 財津和夫 | 財津和夫   | 4:06 |
| 8.                             | 「あなたの知らないこと」 | 財津和夫 | 財津和夫   | 4:56 |
| 9.                             | 「どこまでも追いかけて」 | 財津和夫 | 財津和夫   | 4:16 |
| 10.                            | 「この世の端でも」       | 財津和夫 | 財津和夫   | 4:15 |
| 11.                            | 「GOAL」                 | 財津和夫 | 財津和夫   | 4:04 |
| 合計時間:                      | 合計時間:                | 42:36    |            |      |

## 演奏者
- SHUNYA SHIMIZU(Key.)
- JACK(A.Guitar,E.Guitar)
- CHIEI YOSHIKAWA(A.Guitar)